# Tuyến đường châu Âu E19
Tuyến đường châu Âu E 19 là một tuyến đường bộ dài 551 km bắt đầu ở Hà Lan và kết thúc ở Pháp, qua Bỉ. Các thành phố nằm trên tuyến gồm:
- Hà Lan: Amsterdam - Den Haag - Rijswijk - Rotterdam - Breda
- Bỉ: Antwerp - Mechelen - Brussels - Mons
- Pháp: Valenciennes - Cambrai - Compiègne - Paris

Từ tháng 10 năm 2007, công tác xây dựng đã bắt đầu với một đường ray mới giữa Schaarbeek và Mechelen ở khu đất dự trữ giữa của E 19 với mục đích nâng cao khả năng kết nôi đường sắt giữa Antwerp, sân bay Brussels và Brussels.